# 스트리트 파이터 IV
《스트리트 파이터 IV》는 캡콤이 배급하고 딤프스와 공동 개발한 2008년 격투 게임이다. 1997년 스트리트 파이터 III 이후로 시리즈의 첫 메인 작품이다.
아케이드 게임 버전은 일본에서 2008년 7월 18일 출시되었고 북아메리카 아케이드 기기 수입은 8월에 이루어졌다.
플레이스테이션 3와 엑스박스 360 게임기 버전은 2009년 2월 12일 일본에서 출시되었고 북아메리카 스토어에는 2월 16일과 2월 18일 판매되었다. 공식 유럽판은 2월 20일 출시되었다. 마이크로소프트 윈도우 버전은 2009년 7월 2일 일본에서 출시되었고, 2009년 7월 3일에는 유럽에서 2009년 7월 7일에는 미국에서 출시되었다. iOS용 버전은 2010년 3월 10일 출시되었다.
또, 안드로이드 버전이 출시되었는데 처음에는 특정 LG 장치 독점으로 출시되었다. 2012년 12월 31일, 독점은 만기되어 플레이 스토어에서 모든 안드로이드 장치를 대상으로 일본만을 대상으로 이용이 가능하게 되었다. 업데이트된 버전 슈퍼 스트리트 파이터 IV는 2010년 4월 단독 타이틀로 출시되었다.

## 반응
| 게임                                           | 캐릭터 수 | 아케이드 | PS3/X360 | PC     | 3DS    | iOS/안드로이드 | PS4    |
| ---------------------------------------------- | --------- | -------- | -------- | ------ | ------ | -------------- | ------ |
| Street Fighter IV (2008)                       | 17        | 예       | 아니요   | 아니요 | 아니요 | 아니요         | 아니요 |
| Street Fighter IV (home release) (2009)        | 25        | 아니요   | 예       | 예     | 아니요 | 아니요         | 아니요 |
| Super Street Fighter IV (2010)                 | 35        | 아니요   | 예       | 아니요 | 아니요 | 아니요         | 아니요 |
| Super Street Fighter IV: Arcade Edition (2010) | 39        | 예       | 예       | 예     | 아니요 | 아니요         | 아니요 |
| Super Street Fighter IV: 3D Edition (2011)     | 35        | 아니요   | 아니요   | 아니요 | 예     | 아니요         | 아니요 |
| Ultra Street Fighter IV (2014)                 | 44        | 예       | 예       | 예     | 아니요 | 아니요         | 예     |

## 내용주
1. ↑  영어: Street Fighter IV, 일본어: ストリートファイター IV